# Dennstaedtia pedunculosa
Dennstaedtia pedunculosa là một loài dương xỉ trong họ Dennstaedtiaceae. Loài này được B. Øllg. mô tả khoa học đầu tiên..
Danh pháp khoa học của loài này chưa được làm sáng tỏ. 